# NGC 1300
NGC 1300 је спирална галаксија у сазвежђу Еридан која се налази на NGC листи објеката дубоког неба.
Деклинација објекта је - 19° 24' 41" а ректасцензија 3h 19m 40,7s. Привидна величина (магнитуда) објекта NGC 1300 износи 10,3 а фотографска магнитуда 11,1. Налази се на удаљености од 19,209 милиона парсека од Сунца. NGC 1300 је још познат и под ознакама ESO 547-31, MCG -3-9-18, UGCA 66, IRAS 03174-1935, PGC 12412.